# Aquesta va ser la seva hora més gloriosa
Aquesta va ser la seva hora més gloriosa (en anglès: This was their finest hour) és un discurs pronunciat pel primer ministre britànic Winston Churchill a la Cambra dels comuns del Parlament del Regne Unit, el 18 de juny de 1940.

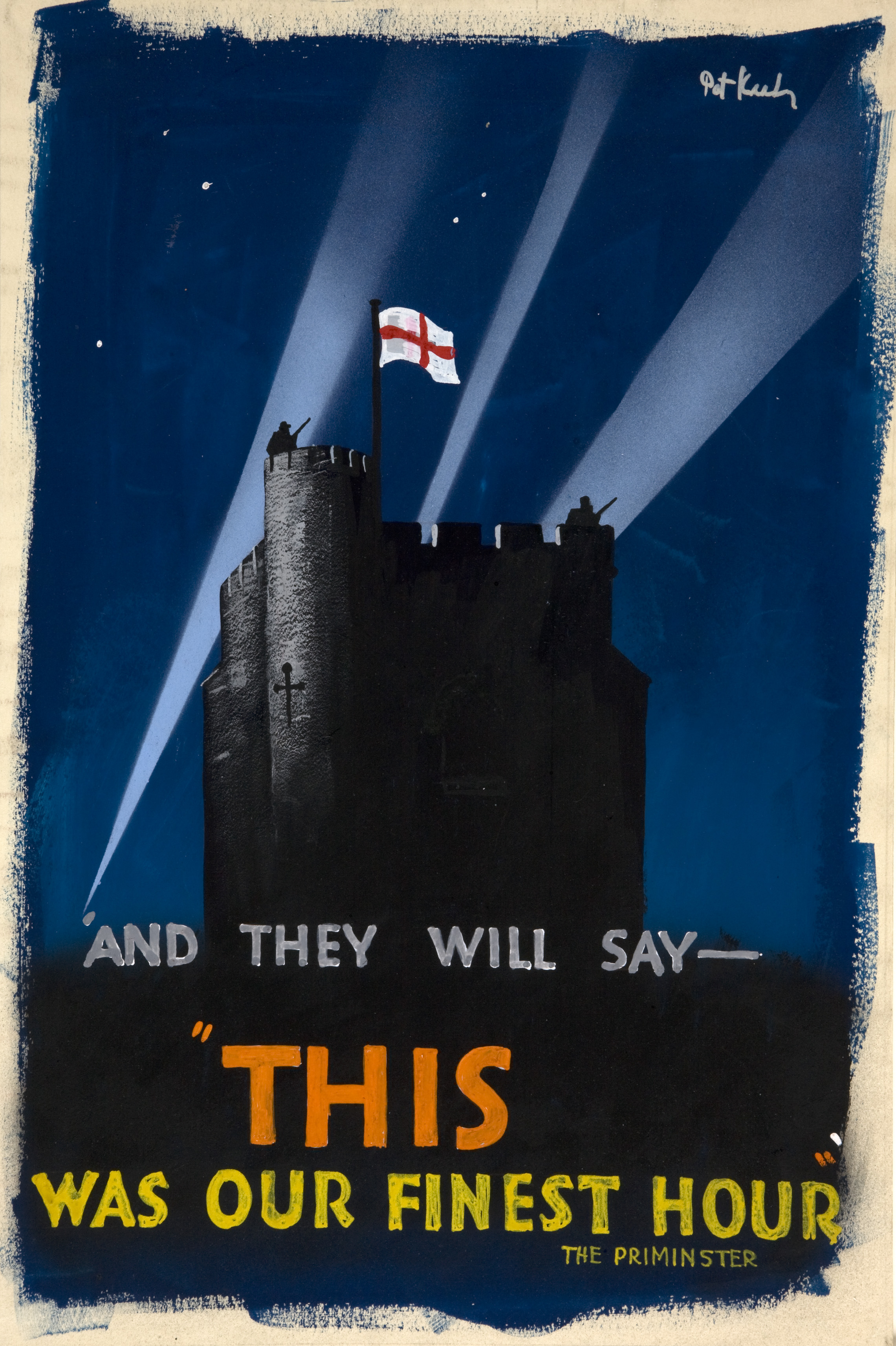
Cartell elaborat per Pat Keely pel govern britànic durant la II Guerra Mundial, fent al·lusió al discurs de Winston Churchill.

## Situació històrica
El discurs va ser pronunciat poc després d'un mes després d'assumir el càrrec de Primer Ministre i va ser l'últim de tres discursos que va pronunciar durant el període de la batalla de França durant la Segona Guerra Mundial, sent els dos altres: el discurs Sang, esforç, llàgrimes i suor, del 13 de maig, i el discurs Lluitarem a les platges, del 4 de juny, tots dos del mateix any.
En el moment de pronunciar-se, s'havia produït l'ocupació de París per part de Wehrmacht, l'arrencada de la batalla d'Anglaterra era imminent i els Estats Units, que serien el seu gran aliat, encara no havien entrat en guerra.
En el seu discurs, Churchill va justificar el baix nivell de suport que se li va poder facilitar a França des de Dunkerque, i va informar sobre l'evacuació reeixida de la majoria de les forces de suport. Va revisar les forces disponibles per prevenir o rebutjar qualsevol intent d'invasió, va informa dels missatges de suport dels Dominis i va justificar la confiança en la victòria, fins i tot, en aquell moment, que no estava clar com es podria assolir.
L'exhortació, fins i tot en un moment de gran perill aparent per a la supervivència nacional britànica, parlà no tan sols de supervivència nacional i interès nacional, sinó de causes nobles (llibertat, civilització cristiana i els drets de les nacions petites) per les quals el Regne Unit estava lluitant i pel qual, Churchill, va pensar que Estats Units haurien de lluitar.

## Exhortació
| «                                                            | Hitler knows that he will have to break us in this island or lose the war. If we can stand up to him, all Europe may be freed and the life of the world may move forward into broad, sunlit uplands. But if we fail, then the whole world, including the United States, including all that we have known and cared for, will sink into the abyss of a new dark age made more sinister, and perhaps more protracted, by the lights of perverted science. Let us therefore brace ourselves to our duties, and so bear ourselves, that if the British Empire and its Commonwealth last for a thousand years, men will still say, "This was their finest hour". | Hitler sap que haurà de doblegar-nos en aquesta illa o perdre la guerra. Si podem fer-li front a ell, tot Europa pot ser alliberada i la vida del món pot avançar cap a extenses terres altes il·luminades pel sol. Però si fallem, aleshores tot el món, inclòs els Estats Units, incloent tot el que hem conegut i cuidat, s'enfonsarà a l'abisme d'una nova era fosca que es va fer més sinistra, i tal vegada més perllongada, als llums de la ciència pervertida. Per tant, aprendrem a complir amb els nostres deures, i així aportar nosaltres mateixos que si l'Imperi Britànic i la seva mancomunitat duren mil anys, els homes encara diran: "Aquesta va ser la seva hora més gloriosa". | » |
| — Winston Churchill. Cambra dels Comuns (18 de juny de 1940) | | |   |

## Els ciutadans de Barcelona posats com a exemple

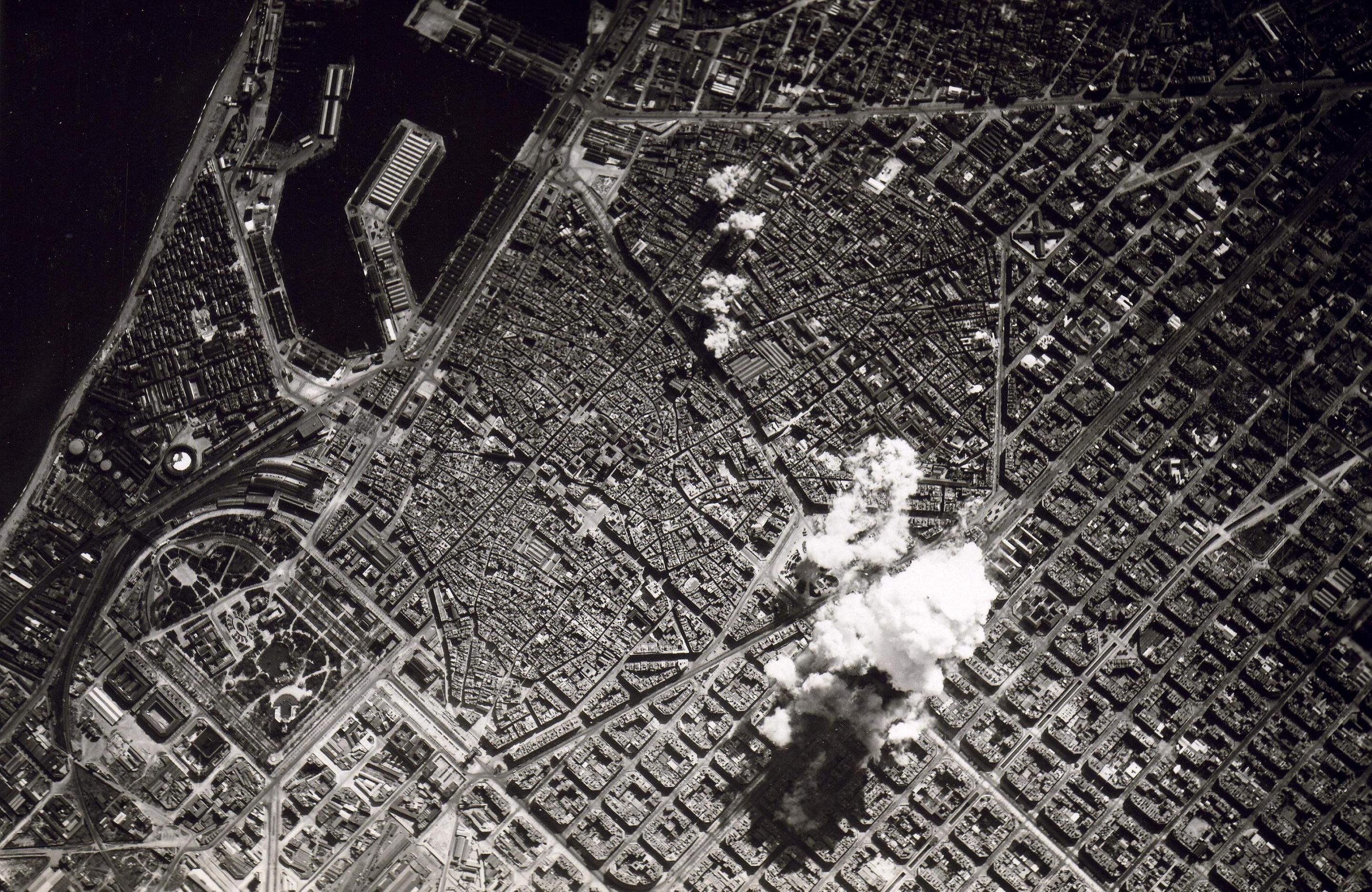
Vista aèria del bombardeig de Barcelona, el març de 1938, captada des d'un bombarder italià.

Cal destacar que en aquest discurs, davant d'unes circumstàncies tan adverses i incertes, Churchill, exalçà a la població britànica a que resistissin heroicament, de la mateixa manera que ho havien fet els ciutadans de Barcelona durant els bombardejos aeris de la ciutat realitzats pel bàndol franquista durant la Guerra Civil espanyola, declarant que:
| «                                                              | “I do not at all underrate the severity of the ordeal which lies before us; but I believe our countrymen will show themselves capable of standing up to it, like the brave men of Barcelona and will be able to stand up to it, and carry on in spite of it, at least as well as any other people in the world. Much will depend upon this”. | No subestimo en absolut la gravetat de la dura experiència que tenim per davant, però crec que els nostres compatriotes seran capaços de fer-li front, igual que ho van fer els valents homes de Barcelona, de mantenir-se dempeus i seguir endavant malgrat això; al menys, tan bé com qualsevol altre poble del mon. Molt dependrà d'això. | » |
| — Winston Churchill. Cambra dels Comuns. (18 de juny de 1940). | | |   |

### Jardins de Winston Churchill a Barcelona
D'altra banda, arran d'haver-les pronunciat, anys més tard, el 15 de desembre de 2012, l'Ajuntament de Barcelona, inaugurà un espai públic, un parc urbà, que porta el nom de Churchill en honor seu, els Jardins de Winston Churchill, al barri de Les Tres Torres, a més a més, s'instal·là una escultura, obra de l'artista Pep Codó, en la seva memòria. A l'acte d'aquell dia, l'alcalde, Xavier Trias, destacaria les esmentades paraules com un dels principals elements que el feien mereixedor del reconeixement de la ciutat.